# Страсбург (Вірджинія)
Страсбург (англ. Strasburg) — місто (англ. town) в США, в окрузі Шенандоа штату Вірджинія. Населення — 7083 особи (2020).

## Географія
Страсбург розташований за координатами 38°59′43″ пн. ш. 78°20′42″ зх. д. / 38.99528° пн. ш. 78.34500° зх. д. (38.995265, -78.345131).  За даними Бюро перепису населення США в 2010 році місто мало площу 9,86 км², з яких 9,71 км² — суходіл та 0,15 км² — водойми. В 2017 році площа становила 10,65 км², з яких 10,54 км² — суходіл та 0,10 км² — водойми.

## Демографія
Згідно з переписом 2010 року, у місті мешкало 6398 осіб у 2697 домогосподарствах у складі 1670 родин. Густота населення становила 649 осіб/км².  Було 2950 помешкань (299/км²).
Расовий склад населення:
| - 90,3 % — білих - 5,0 % — чорних або афроамериканців - 0,9 % — азіатів - 0,2 % — корінних американців - 1,3 % — осіб інших рас |

До двох чи більше рас належало 2,3 %. Частка іспаномовних становила 4,2 % від усіх жителів.
За віковим діапазоном населення розподілялося таким чином: 25,7 % — особи молодші 18 років, 59,5 % — особи у віці 18—64 років, 14,8 % — особи у віці 65 років та старші. Медіана віку мешканця становила 36,2 року. На 100 осіб жіночої статі у місті припадало 88,8 чоловіків;  на 100 жінок у віці від 18 років та старших — 84,6 чоловіків також старших 18 років.
Середній дохід на одне домашнє господарство  становив 57 975 доларів США (медіана — 50 676), а середній дохід на одну сім'ю — 66 703 долари (медіана — 60 426). Медіана доходів становила 39 825 доларів для чоловіків та 29 719 доларів для жінок. За межею бідності перебувало 10,0 % осіб, у тому числі 10,2 % дітей у віці до 18 років та 18,1 % осіб у віці 65 років та старших.
Цивільне працевлаштоване населення становило 3253 особи. Основні галузі зайнятості: виробництво — 22,6 %, освіта, охорона здоров'я та соціальна допомога — 15,6 %, роздрібна торгівля — 12,3 %.